# Eriosyce senilis
Eriosyce senilis ist eine Pflanzenart in der Gattung Eriosyce aus der Familie der Kakteengewächse (Cactaceae). Das Artepitheton senilis stammt aus dem Lateinischen, bedeutet ‚alt‘ und verweist auf die weiße bis gräuliche haarartige bis borstige Bedornung der Art.

## Beschreibung
Eriosyce senilis wächst meist einzeln mit fast kugelförmigen bis kugelförmigen bis verlängerten Trieben und erreicht Durchmesser von 4 bis 12 Zentimeter. Die Wurzel ist eine große, knollige Pfahlwurzel. Es sind 13 bis 21 Rippen vorhanden, die niedergedrückt oder gekerbt sind. Die darauf befindlichen Areolen sind bewollt. Die geraden bis stark verdrehten Dornen sind weiß bis grau oder gelb oder braun. Einige von ihnen sind haarartig, die übrigen steif und nadelig bis weich und biegsam. Die vier bis 20 Mitteldornen sind 3 bis 6 Zentimeter, die 15 bis 40 Randdornen sind 2 bis 6 Zentimeter lang.
Die schmal trichterförmigen, verschiedenartig karminroten Blüten erscheinen aus jungen Areolen. Ihr Perikarpell und die Blütenröhre sind mit Wolle und Borsten besetzt. Die verlängerten, roten Früchte öffnen sich mit einer basalen Pore.

## Verbreitung, Systematik und Gefährdung
Eriosyce senilis ist in der chilenischen Region Coquimbo im Tal des Río Elqui verbreitet.
Die Erstbeschreibung als Neoporteria senilis erfolgte 1936 durch Curt Backeberg. Fred Kattermann stellte die Art 1994 in die Gattung Eriosyce. Weitere nomenklatorische Synonyme sind Echinocactus senilis Phil. (1886, nom. illeg.) und Neoporteria nidus f. senilis (Backeb.) Donald & G.D.Rowley (1966).
In der Roten Liste gefährdeter Arten der IUCN wird die Art als „Vulnerable (VU)“, d. h. als gefährdet geführt.

## Nachweise